# Stazione di Palermo Tommaso Natale

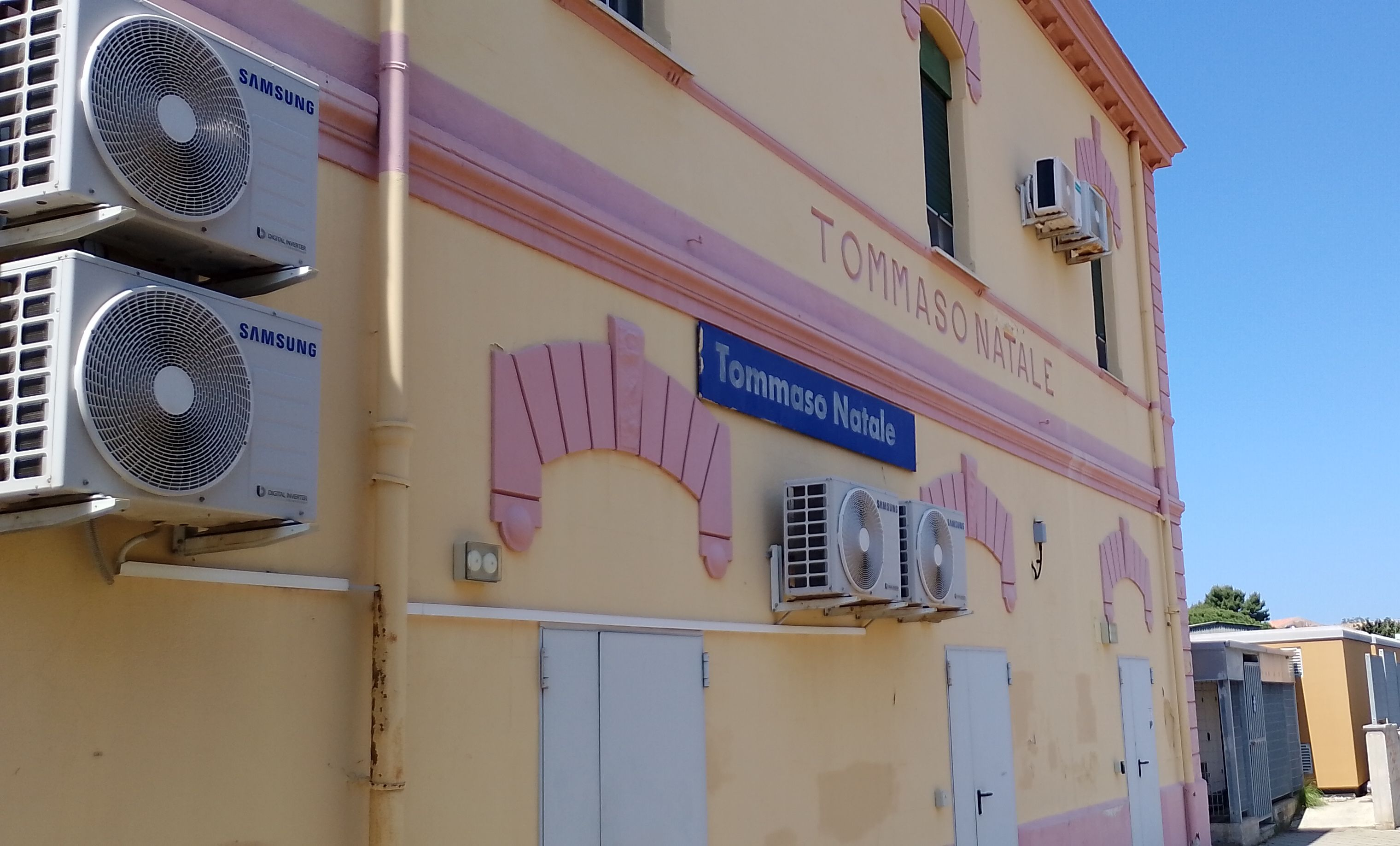
Particolare del fabbricato viaggiatori

La stazione di Palermo Tommaso Natale è una fermata ferroviaria posta sulla linea Palermo-Trapani. Serve il quartiere palermitano di Tommaso Natale.

## Storia
Nata come stazione di superficie, venne completamente ricostruita come fermata in trincea nell'ambito dei lavori del passante ferroviario di Palermo.
La fermata ricostruita venne attivata il 7 ottobre 2018, contemporaneamente alla riapertura della tratta da Palermo Centrale a Punta Raisi del passante metropolitano di Palermo.

## Strutture e impianti
La fermata, posta alla progressiva chilometrica 9+820 fra le fermate di Palermo Cardillo e Palermo Sferracavallo, conta due binari serviti da due marciapiedi laterali lunghi 125 m e alti 55 cm sul piano del ferro.

## Movimento
La fermata è servita dai treni del servizio ferroviario metropolitano, cadenzati a frequenza oraria.